# Дискография Pixies
Pixies (МФА: [ˈpıksız], по-русски читается — Пиксиз, в пер. с англ. — эльфы, феи) — американская альтернативная рок-группа, образовавшаяся в Бостоне, штат Массачусетс, в 1986 году. В нынешний состав коллектива входят Блэк Фрэнсис, Джоуи Сантьяго, Дэйв Ловеринг и Пэз Леншантин. В США группа никогда не была сверхуспешной, и первые годы даже не издавалась на родине, однако получила восторженный приём в Великобритании и в целом по Европе. Группа распалась в 1993 году из-за сильных внутренних разногласий, но воссоединилась в 2004 году.

## Студийные альбомы
| 1988                                                                               | Surfer Rosa - Дебютный альбом - Лейбл: 4AD - Выпущен: 21 марта 1988 года - Формат: CD, кассета, винил - Продажи: 500,000+                                      | —  | — | —  | —  | —  | —  | - US: Gold - UK: Gold - CAN: Gold     |
| 1989                                                                               | Doolittle - Лейбл: 4AD, Elektra Records - Выпущен: 17 апреля 1989 года (UK) - Формат: CD, кассета, винил - Продажи: 1,000,000+                                 | 98 | 8 | 18 | 53 | 66 | —  | - US: Gold - UK: Platinum - CAN: Gold |
| 1990                                                                               | Bossanova - Лейбл: 4AD, Elektra Records - Выпущен: 13 августа 1990 года - Формат: CD, кассета, винил - Продажи: 200,000+                                       | 70 | 3 | 17 | 30 | —  | 45 | - UK: Gold                            |
| 1991                                                                               | Trompe le Monde - Лейбл: 4AD (# CAD 1014 (CD)), Elektra Records (#9 61118-2) - Выпущен: 23 сентября 1991 года - Формат: CD, кассета, винил - Продажи: 200,000+ | 92 | 7 | 20 | 26 | —  | 43 | - UK: Silver                          |
| 2014                                                                               | Indie Cindy - Лейбл: Pixiesmusic, PIAS Recordings - Выпущен: 19 апреля 2014 года - Формат: CD, цифровая дистрибуция, винил - Продажи: —                        | 23 | 6 | 34 | 23 | 16 | 57 | —                                     |
| 2016                                                                               | Head Carrier - Лейбл: Pixiesmusic, PIAS Recordings - Выпущен: 30 сентября 2016 года - Формат: CD, цифровая дистрибуция, винил - Продажи: —                     | —  | — | —  | —  | —  | —  |                                       |
| «—» означает, что альбом либо не попал в чарты, либо не был издан в данной стране. | |    |   |    |    |    |    |                                       |

## EP
| Год  | Название | Комментарии                                   |
| ---- | --- | --------------------------------------------- |
| 1987 | Come On Pilgrim - Лейбл: 4AD - Выпущен: Октябрь 1987 года - Формат: кассета - В США был издан лейблом Rough Trade Records (#ROUGHUS043) в августе 1988 года | Содержит восемь песен с демо группы 1987 года |
| 2002 | Pixies - Лейбл: Spin Art - Выпущен: июль 2002 года - Фомат: CD                                                                                              | Содержит девять песен с демо группы 1987 года |
| 2013 | EP1 - Выпущен: 2 сентября 2013 года - Формат: цифровая дистрибуция, винил                                                                                   |                                               |
| 2014 | EP2 - Выпущен: 3 января 2014 года - Формат: цифровая дистрибуция, винил                                                                                     |                                               |
| 2014 | EP3 - Выпущен: 24 марта 2014 года - Формат: цифровая дистрибуция, винил                                                                                     |                                               |

## Live
| Дата             | Название                       | Место                           | Количество копий |
| ---------------- | ------------------------------ | ------------------------------- | ---------------- |
| 13 апреля 2004   | Live in Minneapolis, MN        | Fine Line Music Cafe            | 1000             |
| 14 апреля 2004   | Live in Winnipeg, MB           | Burton Cummings Theatre         | 1000             |
| 15 апреля 2004   | Live in Regina, SK             | Conexus Arts Centre             | 1000             |
| 2 июня 2004      | Live at Brixton Academy        | Brixton Academy                 | 1500             |
| 3 июня 2004      | Live at Brixton Academy        | Brixton Academy                 | 1500             |
| 4 июня 2004      | Live at Brixton Academy        | Brixton Academy                 | 1500             |
| 5 июня 2004      | Live at Brixton Academy        | Brixton Academy                 | 1500             |
| 11 ноября 2004   | Live in Toronto, ON            | Molson Amphitheatre             |                  |
| 6 декабря 2004   | the twelve final shows Norfolk | Ted Constant Convocation Center | 1000             |
| 5 июня 2005      | Live in Denver, CO             | Red Rocks Amphitheatre          |                  |
| 7 июня 2005      | Live in Indianapolis, IN       | Murat Theatre                   |                  |
| 8 июня 2005      | Live in Cleveland, OH          | Scene Pavilion                  |                  |
| 12 июня 2005     | Live in Raleigh, NC            | Disco Rodeo                     | 1000             |
| 30 сентября 2005 | Live in Baltimore, MD          | Sonar                           | 1000             |
| 16 октября 2005  | Live at Voodoo 04              | City Park, New Orleans, LA      | 1500             |
| 3 января 2006    | «Hey» — Live Pixies 2004—2005  | Various locations               |                  |

## Сборники
| Год  | Название                           | Лейбл                    | Позиция в чарте | Позиция в чарте       | Позиция в чарте |
| Год  | Название                           | Лейбл                    | Billboard 200   | Top Independent Album | UK              |
| ---- | ---------------------------------- | ------------------------ | --------------- | --------------------- | --------------- |
| 1988 | Surfer Rosa & Come On Pilgrim      | 4AD (UK release)         | —               | —                     | —               |
| 1997 | Death to the Pixies                | 4AD/Elektra              | 180             | —                     | 20              |
| 1998 | Pixies at the BBC                  | 4AD/Elektra              | —               | —                     | 45              |
| 2001 | Complete 'B' Sides                 | 4AD (UK; USA 2004)       | —               | —                     | 53              |
| 2004 | Wave of Mutilation: Best of Pixies | 4AD                      | 161             | 11                    | 16              |
| 2009 | Minotaur                           | 4AD/Artists in Residence | —               | —                     | —               |

## Синглы
| Год  | Название                | Позиция в чарте | Позиция в чарте | Позиция в чарте | Альбом                     |
| Год  | Название                | US Mod. Rock    | UK              | NZ              | Альбом                     |
| ---- | ----------------------- | --------------- | --------------- | --------------- | -------------------------- |
| 1988 | «Gigantic»              | —               | 93              | —               | Surfer Rosa                |
| 1989 | «Monkey Gone to Heaven» | 5               | 60              | —               | Doolittle                  |
| 1989 | «Here Comes Your Man»   | 3               | 54              | —               | Doolittle                  |
| 1990 | «Velouria»              | 4               | 28              | 29              | Bossanova                  |
| 1990 | «Dig for Fire»          | 11              | 62              | —               | Bossanova                  |
| 1991 | «Planet of Sound»       | —               | 27              | 35              | Trompe le Monde            |
| 1991 | «Alec Eiffel»           | —               | —               | —               | Trompe le Monde            |
| 1992 | «Letter to Memphis»     | 6               | —               | —               | Trompe le Monde            |
| 1992 | «Head On»               | 6               | —               | —               | Trompe le Monde            |
| 1997 | «Debaser»               | —               | 23              | —               | Death to the Pixies        |
| 1997 | «Debaser (live)»        | —               | —               | —               | Death to the Pixies        |
| 1997 | «Monkey Gone to Heaven» | —               | —               | —               | Death to the Pixies        |
| 1997 | «Debaser (demo)»        | —               | —               | —               |                            |
| 2004 | «Bam Thwok»             | —               | —               | —               | эксклюзив для iTunes Store |
| 2013 | «Bagboy»                | —               | —               | —               | Indie Cindy                |
| 2016 | «Um Chagga Lagga»       | —               | —               | —               | Head Carrier               |

## Переиздания
| Дата                 | Название                               | Лейбл    | Тип     |
| -------------------- | -------------------------------------- | -------- | ------- |
| 17 августа 2004 года | Surfer Rosa/Come On Pilgrim [Japan CD] | Teichiku | Сборник |

## Бутлеги
| Год  | Название          |
| ---- | ----------------- |
| 1989 | «Live In Vienna»  |
| 1989 | «Bone Machine»    |
| 1991 | «Rough Diamonds»  |
| 1991 | «Subbacultcha»    |
| 1991 | «Timeless Stars»  |
| 1994 | «Give Me Ecstasy» |

## Видеоклипы
| Год  | Название                |
| ---- | ----------------------- |
| 1989 | «Monkey Gone to Heaven» |
| 1989 | «Here Comes Your Man»   |
| 1990 | «Velouria»              |
| 1990 | «Dig for Fire»          |
| 1990 | «Allison»               |
| 1991 | «Alec Eiffel»           |
| 1991 | «Head On»               |
| 1997 | «Debaser»               |
| 2013 | «Bagboy»                |
| 2013 | «Indie Cindy»           |
| 2013 | «Andro Queen»           |
| 2013 | «What Goes Boom»        |
| 2014 | «Blue Eyed Hexe»        |
| 2014 | «Snakes»                |
| 2014 | «Ring the Bell»         |
| 2014 | «Silver Snail»          |
| 2014 | «Magdalena»             |

## DVD
| Год  | DVD                                  |
| ---- | ------------------------------------ |
| 2004 | Pixies                               |
| 2005 | Pixies: «Sell Out» Reunion Tour 2004 |
| 2006 | loudQUIETloud                        |
| 2006 | «Acoustic» Live In Newport.          |